# Pavlivka, Ivanîci
Pavlivka (în ucraineană Павлівка) este localitatea de reședință a comunei Pavlivka din raionul Ivanîci, regiunea Volînia, Ucraina.

## Demografie
Componența lingvistică a localității Pavlivka
     Ucraineană (98,91%)
     Alte limbi (0,88%)
Conform recensământului din 2001, majoritatea populației localității Pavlivka era vorbitoare de ucraineană (98,91%), existând în minoritate și vorbitori de alte limbi.